# Ginsburgellus novemlineatus
Ginsburgellus novemlineatus és una espècie de peix de la família dels gòbids i de l'ordre dels perciformes.

## Morfologia
- Els mascles poden assolir 2,5 cm de longitud total.[1][2]

## Hàbitat
És un peix marí, de clima tropical i associat als esculls de corall.

## Distribució geogràfica
Es troba a l'Atlàntic occidental central: des de les Bahames i Puerto Rico fins al nord de Sud-amèrica.

## Observacions
És inofensiu per als humans.